# Ironman d'Hawaï 1984
Navigation
Édition précédente Édition suivante
L'Ironman d'Hawaï 1984 se déroule le 6 octobre 1984 à Kailua-Kona dans l'État d'Hawaï. Il est organisé par la Hawaï Triathlon Corporation 

## Résultats

### Hommes
| Pos.     | Temps           | Nom            | Pays       | Détail temps    | Détail temps | Détail temps    | Détail temps | Détail temps    |
| Pos.     | Temps           | Nom            | Pays       | Natation        | T1           | Cyclisme        | T2           | Course à pied   |
| -------- | --------------- | -------------- | ---------- | --------------- | ------------ | --------------- | ------------ | --------------- |
|          | 8 h 54 min 20 s | Dave Scott     | États-Unis | 50 min 21 s     | 0 min 00 s   | 5 h 10 min 59 s | 0 min 00 s   | 2 h 53 min 00 s |
|          | 9 h 18 min 45 s | Scott Tinley   | États-Unis | 55 min 54 s     | 0 min 00 s   | 5 h 18 min 52 s | 0 min 00 s   | 3 h 03 min 57 s |
|          | 9 h 23 min 55 s | Grant Boswell  | États-Unis | 53 min 07 s     | 0 min 00 s   | 5 h 15 min 04 s | 0 min 00 s   | 3 h 15 min 44 s |
| 4        | 9 h 27 min 11 s | Rob Barel      | Pays-Bas   | 53 min 03 s     | 0 min 00 s   | 5 h 10 min 22 s | 0 min 00 s   | 3 h 23 min 45 s |
| 5        | 9 h 35 min 02 s | Mark Allen     | États-Unis | 50 min 22 s     | 0 min 00 s   | 4 h 59 min 21 s | 0 min 00 s   | 3 h 45 min 19 s |
| 6        | 9 h 38 min 39 s | John Howard    | États-Unis | 1 h 07 min 52 s | 0 min 00 s   | 4 h 56 min 49 s | 0 min 00 s   | 3 h 33 min 57 s |
| 7        | 9 h 43 min 55 s | David Evans    | États-Unis | 59 min 00 s     | 0 min 00 s   | 5 h 21 min 32 s | 0 min 00 s   | 3 h 23 min 23 s |
| 8        | 9 h 48 min 49 s | Chris Hinshaw  | États-Unis | 49 min 07 s     | 0 min 00 s   | 5 h 20 min 26 s | 0 min 00 s   | 3 h 39 min 15 s |
| 9        | 9 h 56 min 21 s | Steve Sine     | États-Unis | 1 h 03 min 03 s | 0 min 00 s   | 5 h 39 min 07 s | 0 min 00 s   | 3 h 14 min 11 s |
| 10       | 9 h 59 min 02 s | Scott Skultety | États-Unis | 58 min 45 s     | 0 min 00 s   | 5 h 33 min 37 s | 0 min 00 s   | 3 h 26 min 39 s |
| Source : |                 |                |            |                 |              |                 |              |                 |

### Femmes
| Pos.     | Temps            | Nom                     | Pays       | Détail temps    | Détail temps | Détail temps    | Détail temps | Détail temps    |
| Pos.     | Temps            | Nom                     | Pays       | Natation        | T1           | Cyclisme        | T2           | Course à pied   |
| -------- | ---------------- | ----------------------- | ---------- | --------------- | ------------ | --------------- | ------------ | --------------- |
|          | 10 h 25 min 13 s | Sylviane Puntous        | Canada     | 1 h 00 min 45 s | 0 min 00 s   | 5 h 50 min 36 s | 0 min 00 s   | 3 h 33 min 51 s |
|          | 10 h 27 min 28 s | Patricia Puntous        | Canada     | 1 h 00 min 51 s | 0 min 00 s   | 5 h 50 min 31 s | 0 min 00 s   | 3 h 36 min 05 s |
|          | 10 h 38 min 10 s | Julie Olson             | États-Unis | 1 h 00 min 33 s | 0 min 00 s   | 5 h 37 min 43 s | 0 min 00 s   | 3 h 59 min 54 s |
| 4        | 10 h 40 min 33 s | Joanne Ernst            | États-Unis | 1 h 04 min 40 s | 0 min 00 s   | 5 h 49 min 24 s | 0 min 00 s   | 3 h 46 min 28 s |
| 5        | 11 h 03 min 20 s | Moira Hornby            | États-Unis | 1 h 05 min 32 s | 0 min 00 s   | 6 h 12 min 49 s | 0 min 00 s   | 3 h 44 min 58 s |
| 6        | 11 h 05 min 02 s | Jennifer Hinshaw        | États-Unis | 50 min 31 s     | 0 min 00 s   | 5 h 58 min 36 s | 0 min 00 s   | 4 h 15 min 54 s |
| 7        | 11 h 06 min 08 s | Juliana Harrisonbrening | États-Unis | 1 h 00 min 32 s | 0 min 00 s   | 5 h 54 min 56 s | 0 min 00 s   | 4 h 10 min 39 s |
| 8        | 11 h 07 min 37 s | Karen Mckeachie         | États-Unis | 1 h 09 min 11 s | 0 min 00 s   | 6 h 10 min 11 s | 0 min 00 s   | 3 h 48 min 13 s |
| 9        | 11 h 12 min 10 s | Jacqueline Shaw         | États-Unis | 1 h 03 min 09 s | 0 min 00 s   | 5 h 41 min 19 s | 0 min 00 s   | 4 h 27 min 41 s |
| 10       | 11 h 21 min 30 s | Anne Dandoy             | États-Unis | 1 h 10 min 13 s | 0 min 00 s   | 6 h 08 min 51 s | 0 min 00 s   | 4 h 02 min 25 s |
| Source : |                  |                         |            |                 |              |                 |              |                 |